# Athabaska
Athabaska (Athabasca).- /Ime dolazi od Forest Cree naziva athap = in susseccion + askaw = grass reeds/ Glavna grupa Chipewyan Indijanaca nastanjena između jezera Athabaska i Velikog ropskog jezera, u kanadskim provincijama Saskatchewan i Alberta.  Alexander Mackenzie (1801.) procijenio im je broj na oko 400; 326 (1902; prema Can. Ind. Aff., 84) na Fort Chipewyanu. 
Danas se službeno vode kao Athabasca Chipewyan First Nation u sastavu Athabaska Tribal Councila, s pet plemena u sjevernoj Alberti, to su: Athabasca Chipewyan First Nation, Chipewyan Prairie First Nation, Fort McKay First Nation, Fort McMurray No. 468 First Nation i Mikisew Cree First Nation. 

## Vanjske poveznice
- Athabasca Chipewyan First Nation